# Marquee Moon (Band)

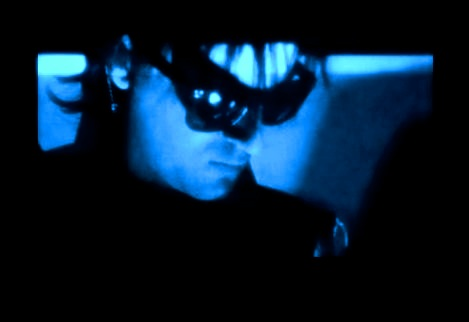
Marquee Moon Frontmann Nigel Degray

Marquee Moon war eine Band, die der Dark-Wave-Bewegung zugerechnet wird. Sie wurde Anfang Januar 1984 von Skid Byers (Gesang), Hanzy Nischwitz (Gitarre), Nigel Degray (Bass) und Tom Petersen (Schlagzeug) in Berlin gegründet. Sie benannte sich nach dem Album Marquee Moon der amerikanischen Art-Punk-Band Television.

## Geschichte
Anfang der 1980er Jahre, zu einer Zeit, als in England die Gothic-Bewegung aufkeimte, laborierte die alternative deutsche Musikszene noch an den Folgen der Neuen Deutschen Welle. Dennoch gab es auch in Deutschland interessante Bands, die aber meist nicht mehr als Insidertipps waren. Zu den wenigen herausragenden und später auch trendsetzenden Bands aus dieser frühen Zeit gehören die Berliner Marquee Moon. Nach ihrer Gründung entwickelten sie sich nicht nur zu einer der erfolgreichsten Berliner Bands, sondern zu einer zentralen und treibenden Kraft der Waveszene und wurden im Verlauf ihrer Entwicklung zu „einer der Speerspitzen“ des Gothic Rock.
Heute zählt sie zu den bedeutendsten Vertretern dieses Genres. Man kann sie als „Wegbereiter der deutschen Gothic-Szene“ bezeichnen. Sie „brachten bis 1989 auf einer Mini-LP und zwei Alben neopsychedelischen Rock heraus, der in Deutschland als einmalig galt und in der Independent-Szene viele Anhänger fand“.
Das Gothic- und Dark-Wave-Lexikon vermerkt dazu: „Bereits mit ihrem ersten Album Beyond The Pale wurden sie legendär. Die Platte enthält mit Songs wie Prince Of Darkness und dem Titeltrack gleich zwei Klassiker des deutschen Gothic und stößt auch im europäischen Ausland auf großes Interesse“. Weitere Veröffentlichungen sowie zahlreiche Konzerte und Tourneen folgen. Damit erobern sich Marquee Moon eine große Fangemeinschaft und werden zu „Galionsfiguren“ der schwarz gewandeten Subkultur.
Nach dem Erfolg ihrer LP Future Patrol im Jahr 1989 verschwand Marquee Moon aus ungeklärten Gründen plötzlich von der Bildfläche, jedes der Mitglieder verfolgte seinen eigenen Weg. Drei Jahre später jedoch beteiligte sie sich an einer Kompilation eines Berliner Labels mit ihrem neuesten Stück Angst + War, welches „allseits Beifall fand“ und die Gruppe ermutigte, ein komplettes Album aufzunehmen.
Die Veröffentlichungen des Albums Angst + War 1993 und der EP Desert House 1995 ließen die Gothic-Gemeinde noch einmal aufhorchen. Nach einer „überaus erfolgreichen Best-Of-CD“ 1996 wurde es dann ruhig um die Gruppe. Nach ihrem Auftritt beim Bizarre-Festival in Köln 1997 löste sich die Band endgültig auf.
Heute gelten sie als „Meilensteine“ des deutschen Gothic Rock und werden „stilistisch in die Nähe von Gruppen wie The Cure, The Lords of the New Church, The Sisters of Mercy und anderen Größen des Genres gerückt“.
„Im Verlauf ihrer Karriere zitierte die Band intelligent und erfolgreich sämtliche Koryphäen der Pop-Geschichte, in dem diese als Vergleichsmöglichkeit protegiert wurden“.

### Wie alles begann
Bereits im Frühjahr 1984 legte Marquee Moon mit der Single Don’t Go Out Tonight ihre erste Veröffentlichung vor, deren Wirkung sogar von John Peel zur Diskussion gestellt wurde. Don't Go Out Tonight erinnerte an Siouxsie and the Banshees oder Echo & the Bunnymen, denn anders als der Bandname vermuten ließ, eiferte Marquee Moon nicht der Band Television nach, sondern eher The Cure oder U2. Als nächste Veröffentlichung erschien im gleichen Jahr der Sampler Berlin Visions. Marquee Moon war darauf mit den Titeln The Poison Is Working und Candy and the Golden Flies vertreten. Die auf dieser Langspielplatte versammelten fünf Berliner Bands Fou Gorki, Stricher, Blue Face, Imperial Dance Band und Marquee Moon gehörten zur Creme der Stadt.
Der Musikkritiker Hans-Jürgen Günther schrieb dazu: „Die insgesamt überzeugendsten Töne kommen von Marquee Moon: Hochgeschwindigkeits-Rock mit Pop-Anspruch, der sich seine Inspirationen bei den Doors und den spätsiebziger New-Wave-Bands holt. Die dunklen Texte stehen in einem spannenden Gegensatz zu der sehr vitalen Musik, die mit etlichen guten Ideen im Detail aufwartet“. Die deutschlandweit erscheinende Musikzeitschrift Musik Szene konstatierte: „Marquee Moon – bei ihnen stimmt einfach alles. Gitarrenpop mit Anlehnung an die Sixties. Keith Relf von den Yardbirds heißt jetzt Skid Byers. Den Song Candy And The Golden Flies hätten besagte Yardbirds nicht besser bringen können. The Poison Is Working ist eine gute Komposition, ein gutes Arrangement, wobei Bass, Gitarre und Schlagzeug füreinander spielen und sich dem Song dermaßen gut anpassen, wie man es leider nicht von den meisten deutschen Bands gewohnt ist.“ Diese beiden Titel deuteten schon an, in welche Richtung die Band künftig gehen sollte. Kafkaeske Horrorfilmszenarien mit einem im Sixties Beat gehaltenen Soundtrack der 1980er Jahre. Literarische Einflüsse wie H. P. Lovecraft und Edgar Allan Poe wurden ebenso eingearbeitet wie eigene, persönliche Albträume.
„Marquee Moon hatten sich eine englischsprachige Rock-Variante zurechtgelegt, die weitab von totgeackerten Feldern angesiedelt war. Aber das eigentlich erstaunliche an der Marquee-Moon-Musik bestand darin, dass sie zu keinem direkten Vergleich mit diesen großen Inspirationsquellen provozierte, weil die selbstbewusst entwickelte eigene Linie eine ganz andere Parallele erkennen ließ: das australische Beispiel. Genauso, wie die Bands vom fünften Erdteil zunehmend abgekoppelte Klangwelten installierten, konnten auch Marquee Moon ungestraft Dinge tun, die den Keim eines neuen positiven Ansatzes hierzulande enthielten“.
1985 musste sich Skid Byers aus gesundheitlichen Gründen auf die Managerposition zurückziehen und überließ Nigel Degray den Gesang, der gleichzeitig die Rhythmusgitarre übernahm. Neu in die Band kam dafür Humphy Sabothe. Von nun an zog Byers als Manager im Verborgenen die Fäden und wurde zur treibenden Kraft hinter der Band. Darüber hinaus stand er der Band weiterhin als Songtexter zur Verfügung.

### Beyond the Pale
Mit ihrem 1985 erschienenen Album namens Beyond The Pale im Gepäck, gingen die Newcomer nur ein Jahr nach ihrer Gründung mit den Ramones, den legendären Urvätern des US-Punkrock, auf Tour. Dieses Engagement als Supportband der Ramones trug beträchtlich zu ihrer Popularität bei. Was dabei herauskam, brachte die notorischen Schwarz- und Strassträger im Endeffekt in die Bannmeile des Zauberworts „Gothic“. Ihre offene Zuneigung zu Poe, Kafka und Lovecraft machte derlei allerdings auch verständlich. Mit Beyond the Pale hatte Marquee Moon die Vorreiterrolle einer Szene übernommen, die zu der Zeit noch gar nicht als „die“ Gothic-Szene wahrgenommen wurde. Noch sehr von der rohen Kraft des Punk bestimmt (Bands wie Bauhaus oder Killing Joke waren der Maßstab) bildete sich dieser neue Trend aus England hierzulande gerade erst aus.
In einem Interview aus dem Jahre 2004 sagt Nigel Degray dazu folgendes: „Siouxsie und Robert Smith waren da noch unsere Galionsfiguren. Der große Teil des Publikums, wie auch der der Journalisten, war bei unserem Anblick immer wieder sehr irritiert. Sie fragten am Anfang ständig Sachen wie: >Was seid ihr denn? Seid ihr Punks? Warum lacht ihr denn nie?< Man darf nicht vergessen, dass eine Band wie die Sisters zu der Zeit dabei war, sich erst im Underground zu etablieren und ich weiß noch, wie man deren Musik am Anfang in der Presse mit Bowie oder Lou Reed zu erklären versuchte, da das erst später entstandene Gothic-Muster noch nicht existierte.“
Dieses erste Album, „dessen Stücke alle Hitpotential besaßen“, und die zahlreichen, damit verbundenen Konzerte brachten der Band den Ruf ein, „die schärfste Pop-Underground Band Deutschlands“ zu sein. „Die Band stand mit ihrem musikalischen Konzept in der Bundesrepublik und Berlin einzig da. Nur internationale Vergleiche, wie etwa The Cure, Magazine oder U2 ließen sich heranziehen, um ihrer Bedeutung auch für die Zukunft gerecht zu werden“. Das Berliner Stadtmagazin Tip schrieb in diesem Zusammenhang: „Einfache und traumhaft schöne Songs, die nicht durch überladene Studioarrangements zerstört werden, zeichnen Marquee Moon aus. Ihre Einflüsse aus Sixties und Eighties, die sie in Neo-Psychedelischen Klangbildern reflektieren, lassen an Intensität nichts zu wünschen übrig. Die Songs auf ihrer LP „Beyond The Pale“ sind Beweis dafür, wie es sich anhören muss, um süchtig nach noch mehr Material zu werden“.
Die vier „Moonatics“ verstanden es, „aus der Rockmusik der letzten zwanzig Jahre ein musikalisches Fazit zu ziehen und gleichzeitig mit allen Beinen in der Gegenwart zu stehen“. Zwar waren die Einflüsse von Garagenbeat und Psychedelia bis zu den kompetentesten neuen Vertretern englischer Rockmusik spürbar – aber der Band „ging es nicht um die Wiederbelebung oder Kopie eines Musikstils. Marquee Moon bemühten sich um eine eigene Musik“. Es waren nicht die realen britischen oder australischen Klänge, die abgekupfert wurden, es ging um die gedankliche Eigenständigkeit, die die Aussies so bravourös vorgeführt hatten und an der sich die Gruppe orientierte.

### Strangers in the Monkey Biz
Im Sommer des Jahres 1986 erschien ihre zweite Single Here Today and Gone Tomorrow, gleichzeitig als 7 Inch sowie als Maxi-Single und einige Wochen später das Album Strangers in the Monkey Biz, das eine neue Seite von Marquee Moons musikalischer Vielseitigkeit offenbarte. Die meisten Titel stammten wieder aus der Songschmiede des Songwriter Teams Degray/Byers.
Mit diesem neuen Album hatte das Berliner Quartett seinem schwarzen Finsterimage einige psychedelische Farbtupfer verpasst und präsentierte sich, „mit einer Prise Bosheit“, auf seiner zweiten LP so einfalls- wie abwechslungsreich. Der eher heftige Live-Stil der Band war im Studio etwas geglättet worden, wobei, wie der Kritiker des New-Wave-Magazins Limited Edition meinte: „für den Baß und Gitarrenbereich stellenweise ein wenig zu viel Weichspüler hinter die Regler gekippt“ wurde. Gleichwohl war die Produktion geglückt, ohne der Band das Gesicht zu nehmen. Marquee Moon hatten beim Songschreiben gewaltig dazugelernt.
Einige Songs waren im strammen Beat der siebziger Jahre gehalten, mit dem Charme der Glitter-Rock-Blütezeit (Here Today And Gone Tomorrow) andere wandelten stark auf Gun Club – & Pontiac-Brothers-Terrain (Soul Of Secrets), kamen funpunkig daher (When The World Goes Blind) erforschten Undertones-Pfade (Virgin Summer) oder glänzten mit angenehmem Southern-Touch. (The Girl In The Garden). Überzeugen konnten auch das keyboardbetonte Marionette, das wie „eine Mischung aus der Gitarren-Ära Cure trifft auf die Love It to Death-Ära von Alice Cooper“ klang und das mit starker Gitarre ausgestattete Feel So Tired, das gewissermaßen die Quersumme dieser erstaunlichen LP abgab.
Die Band hatte auf dieser Platte mitunter lustvoll in die Beat-Kiste gegriffen und eingängige Melodien geschrieben, die schnell und gut ins Ohr gingen. Daneben standen die düsteren Titel mit ihren vorwärtspumpenden Basslinien und dem entfernt gewitternden Schlagzeug sowie die unerbittlich-bösen Rocksongs. Böse, psychedelisch und eigenständig zwischen den vagen Eckpunkten Cure und Electric Prunes überzeugten sie durch gute musikalische Einfälle und eine dicht-sinistre Atmosphäre. „Jedes Stück unverkennbar Marquee Moon“. Mit diesem Album machen sie einen Post-Punk-Psychedelic-Gitarrenpop, der in seiner Balance zwischen psychedelicgemäßer Düsternis und rotzigem Übermut genau in den Gefühlshaushalt der Zeit passte. Marquee Moon „bemühten sich um eine eigene Musik, und auf dieser LP war ihnen das ohne jede Einschränkung gelungen“. Gleichzeitig versuchten sie ihr bisheriges Düster-Image loszuwerden.
In einem Interview mit einer Hamburger Musikzeitschrift sprachen sie davon, sich „grundsätzlich von jeglichen Einflüssen zu befreien“ und „verPOPen“ zu wollen. Schon in einem früheren Interview mit der Berliner Morgenpost erklärte Gitarrist Hanzy Nischwitz: „Wir haben schon Ambitionen, unseren eigenen Stil zu entwickeln. Wir sind auch keine Dark-Wave-Band, sind aber natürlich inspiriert durch alle möglichen Einflüsse, Musik verschiedenster Epochen, Bücher, Filme. Wir haben zu New-Wave-Zeiten angefangen. Das prägt. Ich fahre sehr auf Sechziger-Jahre-Gruppen ab, Stooges, Velvet Underground, Stones und so. Das versucht man natürlich miteinzubringen, das hat dann schon großen Einfluß auf den Gruppensound“. Und der war kraftvoll, sehr kompakt, rockig und bei aller Schärfe höchst melodiös.
Strangers in the Monkey Biz war ein sehr buntes, unterhaltsames Album, das mehr als genug Abwechslung bot, um Indie-Fans und Düster-Publikum gleichermaßen anzusprechen. Deshalb fanden Kritiker wie Fans diese Platte „großartig und durchgängig reuelos genießbar“, nannten sie „eine hervorragende Scheibe“ und zählten sie „zu den herausragenden Platten des Jahres“. Mit Ausdauer, beständiger Qualität und ständiger Entwicklung ihres Stils waren die „vier Streiter des Rock ’n’ Roll“, mit Unterstützung ihres Managers und Ex-Sängers Skid Byers, „auf dem unbeirrten Weg nach oben“.

### Musikalisches Neuland
Im Frühjahr 1987 veröffentlichte die Band ihre neue Single Land of the Lonely. Ein „bedeutsamer Schritt nach vorn für das Vierer-Gespann“. „Sgt. Skid & his Lovely Hearts Pop Band“ hatte wieder zugeschlagen. Trotz ihrer Liebe zur Psychedelia der Sechziger schaffte es die Truppe mit dieser Single abermals, sich „aus Trends und Moden auszuklinken und ihre eigene Musik zu machen“. Scharf stechende Gitarren mit knüppelndem Schlagzeug, und die Hookline stimmte auch. Die Rückseite Flying Robert war elegischer, aber nicht minder kraftvoll. Das war „Hard-Rock von Hoodoo Gurus-Format!“
Mit Land of the Lonely hatte die Band musikalisches Neuland betreten. Auf dieser Single fingen sie an zu experimentieren und Samples in ihre Musik einzubauen. Sie beschritten damit einen Weg, der ihnen viel musikalischen Gestaltungsspielraum eröffnen sollte. Eines trübte jedoch die Freude an dieser großartigen Entfaltungsmöglichkeit, und das war der Ausstieg ihres Schlagzeugers Tom Petersen. Einem Gerücht zufolge wollte er nach London gehen, da er als neuer Schlagzeuger bei The Cult einsteigen sollte. Einige Zeit später stellte sich diese Behauptung allerdings als nicht wahr heraus. Sein Nachfolger am Schlagzeug wurde Marc Barlow, ein Bekannter aus dem Freundeskreis von Bassmann Humphy Sabothe. Mit ihrem neuen Schlagzeuger absolvierten sie dann im Dezember 1987 die Deutschlandtournee im Vorprogramm der Kinks und nutzten die Chance, um dem Underground-Status adieu zu sagen. Die Tournee mit den Kinks und weitere, eigene Konzerte brachten der Band einen zusätzlichen, erheblichen Popularitätsschub. Des Weiteren hatte sich die Band „hörbar gefestigt und an Format gewonnen“.
Die Berliner Kapelle, „über deren Qualitäten sich Publikum und Kritiker in der Stadt ausnahmsweise mal einig waren“, bastelte nun seit fast vier Jahren an seiner eigenständigen, vom UK- und US-Markt abgekoppelten Variante eines zeitgemäßen Hard Rocks mit Massenappeal. „Marquee Moons Mischung aus wohldosiertem Krafteinsatz, City-Romantik und fast keyboardfreier Gitarrenherrlichkeit war allemal eine hierzulande seltene Pflanze“.
Im Juli 1988 gab sie, als eine der ersten Indie-Bands, eines der bedeutendsten Gastkonzerte   der DDR in der Werner-Seelenbinder-Halle, wobei sie bereits zwei Monate zuvor, auf Einladung des DDR-Jugendradios DT 64, Headliner auf dem ersten Independent-Festival der DDR waren. Dieses Konzert wurde vom DDR-Rundfunk mitgeschnitten und einige Tage später gesendet.
In dieser Zeit festigten sich die Kontakte der Band zu anderen DDR-Musikern. Allerdings nicht gerade zu denen, die der musikalischen Auffassung der Band entsprochen hätten. Dies tat der Freundschaft aber keinen Abbruch. Es war infolgedessen von einer geplanten Tournee mit der DDR-Band City die Rede. Marquee Moon Bandleader Nigel Degray: „Ich lernte Toni Krahl [Sänger der DDR-Band City] zu der Zeit in Berlin-West kennen. Der Kontakt kam durch DT 64 zustande. Ich fand ihn persönlich sehr nett und hätte in unserem Teil der Stadt lieber mit ihm, als mit irgendwelchen bornierten Holzköpfen aus der hiesigen Szene zu tun gehabt. Dennoch war ich zu damaliger Zeit viel neugieriger auf eine Band wie die Skeptiker, mit denen mir eine mögliche gemeinsame Tour schlüssiger erschien. Tatsächlich war dann ein Jahr später eine Tour bereits festgelegt, ohne die Skeptiker. Diverse Hürden und Schwierigkeiten waren überwunden, die Plakate für die Tour bereits fertig, als ca. ein oder zwei Wochen vorher vom Ministerium für kulturelle Angelegenheiten die Absage ins Haus flatterte. Begründung: >Aufgrund aktueller politischer Ereignisse.< .O-Ton. Es war Oktober 1989!“

### Der Bruch mit Skid Byers
Unter dem wachsenden Erfolgs- und Erwartungsdruck war es bereits seit geraumer Zeit zu Spannungen innerhalb der Band gekommen. Außerdem gab es unterschiedliche musikalische Auffassungen. Mit ihren Songs von der LP Strangers in the Monkey Biz, insbesondere aber mit der Single Land of the Lonely und den Songs, die sie zeitgleich aufnahmen, hatten sie sich musikalisch weiterentwickelt. Doch diese neuen Veröffentlichungen wurden zurückgehalten, da Teile der Band der Meinung waren, es sei zu früh, sie zu veröffentlichen. Die Band wollte das neue Material erst einmal auf Eis legen. Skid Byers, ihr Manager, vertrat hingegen eine andere Ansicht.
Damit wurde deutlich, dass die musikalischen Auffassungen innerhalb der Band zum ersten Mal beachtlich auseinandergingen. Byers wollte die Karriere der Band mit Songs im Stil von Land of the Lonely, Strangers in the Monkey Biz und der musikalischen Experimentierfreude, die auf dem neuen Material zu hören war, voranbringen, was Nigel Degray und Hanzy Nischwitz nicht gefiel, da sie eher Lieder schreiben wollten, die härter und schneller waren und sich mehr am Punk orientierten. Damit kam es zu einer Gruppenbildung innerhalb der Band. Bassist Humphy Sabothe setzte, wie Byers, ebenfalls auf das bereits aufgenommene neue Songmaterial und schrieb weiterhin Songs dieser Art. Er wollte Byers Idee folgen und eine stärkere Orientierung zum Indie-Rock, beziehungsweise eine Hinwendung zum Pop mitgehen. Byers bemerkte, dass er damit an sein Limit gestoßen war und sah seinen musikalischen Einfluss in der Band schwinden. Wie sollte er weiter erfolgreich mit ihnen arbeiten, wenn sie selber das Vertrauen in ihre eigenen Fähigkeiten verloren hatten? Bei allen Beteiligten machte sich steigender Unmut breit. Die Gemeinsamkeiten wurden offenbar immer weniger und es schien nur noch eine Frage der Zeit, bis sich diese Ambivalenzen zu einer ernsthaften Krise entwickeln würden.
Die Band hatte allerdings keine Zeit und keine Kapazitäten, um wirklich ernsthaft darüber nachzudenken, da sie zu sehr damit beschäftigt war, ihre Konzentration auf zahlreiche Auftrittsverpflichtungen zu richten. Sie standen dadurch ziemlich unter Spannung und hatten mit viel Stress beim anstrengenden Tour-Leben zu kämpfen. Außerdem mussten sie ins Studio, um neue Songs aufzunehmen. Einer der ersten Songs, die sie schon in Vorbereitung der neuen LP aufgenommen hatten, war Future Patrol. Der Song knüpfte in einer Art Metamorphose dort an, wo Land of zhe Lonely aufhörte, denn Future Patrol war atmosphärisch dichter und überdies zugleich poppiger geworden. In dieser Phase verließ Humphy Sabothe die Band. Der Bassist fühlte sich benachteiligt und gewann immer mehr den Eindruck, mit seinen Songs innerhalb der Gruppe nicht angemessen vertreten zu sein, zudem fühlte er sich insgesamt nicht ausreichend von seinen Bandkameraden anerkannt. Schon im Sommer 1986, bei den Aufnahmen zu Strangers in the Monkey Biz, hatte es deshalb in der Band gekriselt. Sabothes Posten wurde nicht mehr neu besetzt. Den Basspart übernahm Nigel Degray. Ab jetzt machten sie zu dritt weiter, denn sie steckten gänzlich in den Vorbereitungen zu ihrer kommenden LP. Nach etlichen Konzerten hatten sie sich schließlich zurückgezogen, um die Songs für ihr neues Album aufzunehmen.
Obwohl Skid Byers zu Beginn der Plattenaufnahmen noch hinter der Kamera gestanden und ein extrem psychedelisches Musikvideo zu dem Song Future Patrol gedreht hatte, zog er sich verstärkt von der Band zurück. Es traf sie deshalb zwar nicht wie ein Blitz aus heiterem Himmel, aber dennoch war es ein Schock, als Byers schließlich aus dem Management ausstieg. Damit endete die langjährige Zusammenarbeit einer über Jahre verschworenen Gemeinschaft. Sein Ausstieg aus der Band erzeugte eine Art inneren Schockzustand, bedeutete er doch eine enorme Beeinträchtigung, denn er besagte nicht nur den Verlust ihres Managers, sondern gleichzeitig auch den Verlust ihres Songtexters. Byers Rückzug hinterließ eine beträchtliche Lücke. Sein Verhältnis zur Band war ein sehr enges gewesen, spielte er doch in der Geschichte von Marquee Moon eine Schlüsselrolle. Insbesondere als Taktgeber und Ideenlieferant hatte er als ambitionierter Initiator großen Einfluss innerhalb der Gruppe. Dass er sich nun ausgeklinkt, und damit auch die enge persönliche Bindung zu ihnen gelöst hatte, konnten ihm die verbleibenden Mitglieder nicht verzeihen. Die wahren Gründe, warum Skid Byers sich veranlasst sah, seinen Hut zu nehmen, sind bis heute nicht vollständig geklärt.
Die verbliebenen Bandmitglieder brauchten geraume Zeit, um sich vom Ende ihrer gemeinsamen Ära zu erholen. Dann kehrten sie ins Studio zurück, um mit den Arbeiten an ihrem neuen Album fortzufahren. Allerdings hatten sie nicht nur neue Songs, sondern auch eine neue Konzeption, die sie „Metropolen-Rock“ nannten, in petto.
Einige Stücke, wie die erste Fassung von Future Patrol, waren zwar längst fertig und durcharrangiert, aber sämtliche zuvor eingespielten Songs wurden konfisziert und alles wurde noch einmal vollkommen neu, in veränderten Fassungen eingespielt. Dabei ging einigen der Neuaufnahmen viel von ihrer ursprünglichen Wirkung verloren. Musikalisch gesehen lieferte Marquee Moon nun ein rundweg verändertes Konzept ab, denn die neuen Versionen fielen entschieden anders aus als die Lieder der Originalfassung. Hatte dies mit der Trennung von Skid Byers zu tun, dass sie einen derartig radikalen Stilwechsel vollzogen?

### Future Patrol
Das 1989er Album Future Patrol, versehen mit einer Cover-Rückseite, auf der anhand einer verfremdeten U-Bahn-Übersicht etliche Danksagungen und respektable Inspirationen zwischen Kinks und Ramones dingfest gemacht werden konnten, schlug schließlich „mit krachigen Gitarren härtere Töne an und legte weniger Wert auf gängige Melodien“. Hiermit befanden sich Marquee Moon eher in der Nähe von Killing Joke oder Shock Therapy. Nach längerer Abwesenheit und einer schöpferischen Pause hatte man sich musikalisch neu orientiert, das alte Image abgelegt und aus dem Sumpf aller möglichen Indie-Pop-Strömungen zu einem eher popfeindlichen Stil gefunden.
So präsentierte sich die zum Trio geschrumpfte Formation als eine Band, die mit recht spartanisch anmutenden Mitteln zu arbeiten gelernt hatte. Gitarre, Schlagzeug und Gesang marschierten unerbittlich vorwärts und verbanden Trash, Metal und Punk zu einer geradlinigen und schnörkellosen Symbiose. Dabei verzichtete man bewusst auf gefällige Melodiebögen und erzeugte „eine Atmosphäre, die konsequent zu Szenerien wie „Max Headroom“ oder „Bladerunner“ passen konnte“. Marquee Moon präsentierten sich damit in einem völlig neuen Stil. Ihre LP brach mit allem Vorhergegangenen. „Mit diesem Album nahm Marquee Moon die später sehr gängige Verschmelzung von Gothic mit Metal- und Industrialelementen vorweg. Für diese Mischung wurden Newcomerbands später als innovativ gefeiert und erreichten astronomische Verkaufszahlen“.
Future Patrol, so schrieb das französische Musikmagazin Guts of Darkness, habe auch Gruppen wie Girls Under Glass inspiriert. Mit ihrer eigenen Future Patrol-Promotionstour und Auftritten als Vorgruppe von Red Lorry Yellow Lorry im Herbst 1989 nutzten Marquee Moon zwar noch die vielen Auftrittsmöglichkeiten innerhalb Deutschlands, stimmten damit aber gleichzeitig ihren Schwanengesang an, denn ein halbes Jahr später, im Sommer 1990, löste sich die Band auf.

### Die Reunion
Anfang der 90er Jahre wurde es still um die Band, der langjährige Bandnukleus hatte sich getrennt. Marquee Moon schienen nicht mehr zu existieren, und das gerade zu dem Zeitpunkt, als die Renaissance der Gothic-Kultur in Deutschland begann. Diese Erneuerung stieß bei weitem nicht auf die Schwierigkeiten, auf die Marquee Moon zu Gründungszeiten gestoßen waren. Nun wurde von den „Nachfolgern Marquee Moons oder Xmal Deutschlands die Ernte eingefahren, die diese Anfangs gesät hatten“. Ab 1993 erschien Nigel Degray allerdings wieder in der Öffentlichkeit.
Das einzig verbliebene Gründungsmitglied hatte Marquee Moon reformiert und die Band meldete sich mit dem sehr atmosphärisch-gotischen Album Angst + War zurück. Ein Jahr zuvor, 1992, wurde der Titel Angst + War bereits auf einem Sampler des Dossier-Labels veröffentlicht. Die gute Resonanz darauf war der Ausgangspunkt dafür, ein ganzes Album unter gleichem Namen zu veröffentlichen.
Auf Angst + War hatten die „Botschafter düsterer Geschichten“ ihren Gothic Rock mit einem Gefühl von Post-Punk gefärbt, womit auch der sinistermelodische Faden wieder aufgenommen wurde. Dieses Album hatte die schonungslose Gewalt von Future Patrol hinter sich gelassen und sich mit einer Prise Experimentierfreude eine Produktion geleistet, die überraschenderweise im Stil der 1980er Jahre war. Die Wahl der eher kargen Arrangements passte gut zur Gruppe, die damit eine ganze Reihe einprägsamer, exzellenter Kompositionen lieferte. Die Stimmung, die Atmosphäre dieser Scheibe hatte „etwas Kaltes und Trockenes, hervorgerufen durch die soundmaschinenartige Rhythmik, an die sich Nigel Degray in großer Form mit dem schmutzigen, düsteren Sound der Gitarre hinter seinem Mikro anschloss und dadurch für den Rest sorgte“. Durch diese CD und im Zuge des zu dieser Zeit einsetzenden Gothic Rock Revivals erlebte die Gruppe einen enormen Boom und wurde demzufolge einer neuen Fangeneration zugänglich, was wiederum zu ausverkauften Konzerten führte. Hatten sich die Berliner bisher des Öfteren schon „zwischen Batcave und Vorhölle“ getummelt, so machte die CD Angst + War sie nun endgültig zu „Lieblingen der Düsterszene“.
Die Mitneunziger Jahre brachten für Marquee Moon wieder Tourneen durch diverse europäische Länder einschließlich Deutschland, wie z. B. die legendäre Tournee „Gothic Over Europe“ oder weitere zahlreiche Auftritte bei Festivals und Konzerten wie in Leipzig, Köln, Wien, Budapest, Mailand, Zürich oder London. In dieser Zeit wechselten zwar die Bandmitglieder mehrfach, doch einer blieb: Leadsänger und Songschreiber Nigel Degray. Zum Line-Up zählten in den Jahren 1993 bis 1997: Jörg Gröning, Matthias Hackbeil, Christian Fiedler, Dirk Weinert, Jörg Künicke, Reiner P. und Torben Stupp. Ab 1994 tourten sie nun in neuer, wechselnder Besetzung durch die Welt und veröffentlichten immer wieder Beiträge auf zahlreichen Gothic-Samplern.

### Goodbye und Abschied
1995 folgte dann ein erneutes musikalisches Lebenszeichen in Form der CD Desert House. Die Musik dieser Disc erinnerte zum Teil an die letzte Veröffentlichung Angst + War und „spiegelte die recht eigene Auffassung der Band von Gothic wieder“. Die Stücke waren zwar „atmosphärisch bis apokalyptisch“, aber „auch recht hart und treibend“.
Dass die Gothic-Post-Punk-Formation Marquee Moon, ihre Anfänge Mitte der 1980er verbuchen konnte, wurde auf Desert House in keiner Weise verleugnet und so schwelgten sie in „klirrenden Gitarrenwellen, die wie traumatische Nebel“ auf die Hörer niedergingen, „auf den Spuren von The Cure und Killing Joke“. Mit der neuen Veröffentlichung brach Marquee Moon definitiv aus dem Gruftie-Klischee aus und zeigte teilweise „die sehr aggressive Seite der Gruppe mit ihren kraftvollen Riffs“, was durchaus auch an die Phase von Future Patrol erinnerte. Bewusst monoton programmierte Drumcomputer-Sounds unterstützt von zwei Gitarren ließen '„das Herz aller schwarz gekleideten und weiß geschminkten Menschen mit dunklen Gedankengängen höher schlagen“.
Ein Jahr später folgte die „überaus erfolgreiche“ Kompilation Best of Marquee Moon 1985–1996, die einen Querschnitt des gesamten Schaffens der Band darstellte und mit zwei neuen Songs einen Vorgeschmack auf ein weiteres neues Album, das allerdings nie erscheinen sollte, enthielt.
Die Auflösung der Band, nach ihrem Auftritt beim Bizarre-Festival in Köln 1997 kam für viele sehr überraschend. Die neue Platte, No More Intelligence?, war ja bereits angekündigt und weitere Konzerte geplant. Nigel Degray hatte diese Entscheidung nicht leichten Herzens getroffen. In einem Interview mit dem Musikmagazin Transmission sprach er über die Gründe der Auflösung: „Wir hatten bereits mit den Arbeiten für die neue CD begonnen, New Religion und Ghostdance waren Stücke aus dieser Session und wurden für die Best Of Marquee Moon Compilation verwendet. Wir hatten dann noch 2 Versionen von No More Intelligence? aufgenommen, die aber beide unfertig blieben. Die Ironie war ja, dass die Chemie in der Band tatsächlich so gut war wie nie zuvor. Es waren die äußeren Umstände [Budget, Marketing etc.] die mir allmählich die Sinnlosigkeit des Unternehmens „Independent Band“ vor Augen führten. Ich hielt dann auch den Rahmen [des Bizarre-Festivals] für ein letztes Marquee Moon Konzert für gut gewählt, I6. August 1997.“ Damit waren die „Galionsfiguren“ einer düsteren Subkultur für immer aus dem Scheinwerferlicht verschwunden.
Das Wave-Magazin Eclipse schrieb bereits zwei Jahre vor Auflösung der Gruppe: „Marquee Moon sind und werden im Gothikbereich immer zu den Godfathers gehören“. Mit dieser Meinung, das zeigen zum Beispiel die unterschiedlichsten Forenbeiträge im Internet, steht das Eclipse-Magazin nicht alleine. Die Band Marquee Moon war so facettenreich und anregend, dass sie noch für lange Zeit ein Faszinosum bleiben wird. Das gilt insbesondere deshalb, weil sich vielen Mythen und Legenden um ihre Karriere ranken und diesbezüglich noch längst nicht alles geklärt ist.

## Diskografie

### Alben
- 1985: Beyond the Pale (EP)
- 1986: Strangers in the Monkeybiz (LP)
- 1989: Future Patrol (LP/CD)
- 1992: Angst + War (LP/CD)
- 1996: 1985–1996 (CD)

### Singles
- 1984: Don’t Go Out Tonight (7")
- 1986: Here Today and Gone Tomorrow (7"/12")
- 1987: Land of the Lonely (7"/12")
- 1989: Dancing at Twilight (Promo-7")
- 1995: Desert House (CDS)

### Sonstige Alben
- 1984: Berlin Visions (LP): The Poison Is Working, Candy and the Golden Flies
- 1992: Dossiers (CD): Angst + War
- 1994: Godfathers of German Gothic (CD): Don’t Go Out Tonight
- 1994: Gothic Compilation Part I (CD): Edge of Time
- 1995: Monochrome: A Tribute to The Sisters of Mercy (CD): Vision Thing
- 1996: The Sounds of New Hope (CD): Desert House
- 1997: A Tribute to David Bowie: The Dark Side of David Bowie (CD): Holy Holy
- 1998: Ghostriders of German Gothic Vol. 1 – The Godfathers Return (CD): Beyond the Pale, Prince of Darkness
- 1999: The Independent Sound of Berlin (CD): New Religion
- 2001: Gothic Club Classics Vol. 2 (CD): Angst + War
- 2006: Strobelights Vol. 3 (CD): Prince of Darkness
- 2010: Deathrocker Tour Vol. 2 (CD): Prince of Darkness